# Lobostemon regulariflorus
Lobostemon regulariflorus là loài thực vật có hoa trong họ Mồ hôi. Loài này được (Ker Gawl.) M.H. Buys mô tả khoa học đầu tiên năm 1994.